# タニン (潜水艦)

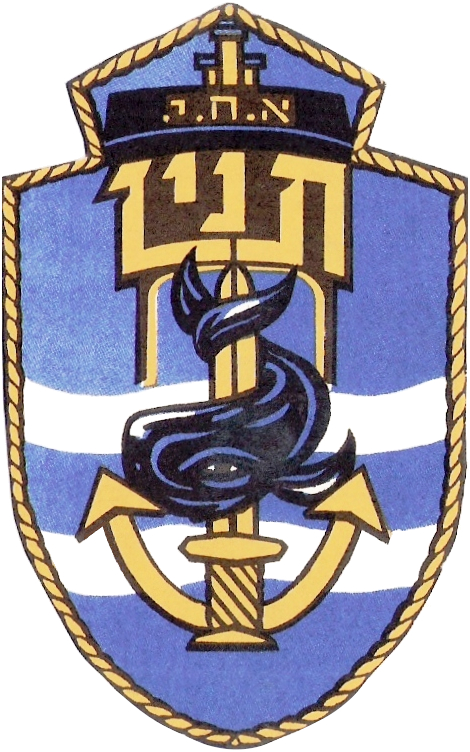
歴代 "タニン" エンブレム

タニン（Tanin）はイスラエル海軍の潜水艦の名称である。2016年までに3隻の同名艦がイスラエル海軍に就役している。
"タニン"の名は古代からカナン地方に伝わり、聖書のイザヤ書51章9節にも登場する海に棲むモンスターの名に由来する。また"タニン"は現代ヘブライ語ではクロコダイルを意味する語としても使用される。

## 初代
初代"タニン"は、イギリス海軍のS級潜水艦"スプリンガー"（HMS Springer, P264）をイスラエルが1958年に導入したものである。翌1959年には同型艦として"サングイン"（HMS Sanguine, P266）が輸入されラハヴと名付けられた。タニンは1967年の第三次中東戦争で実戦に投入され、海軍特殊部隊（シャイェテット・13）によるアレクサンドリア港襲撃のため隊員をアレクサンドリア沖に輸送した他、エジプト海軍艦艇と交戦した。タニンの艦長を務めたアブラハム (アイヴァン)・ドロールは後にS級・T級の後継となるガル級の開発プロジェクトを担当した。初代タニンは1972年に退役した。

## 2代目
2代目"タニン"は、西ドイツのHDW社で同社製206型潜水艦の発展型として開発されたガル級潜水艦の2番艦として、1977年6月に就役した。1982年のレバノン侵攻作戦（ガリラヤの平和作戦）時に作戦投入されたとされる。2002年に退役。

## 3代目
3代目"タニン"は、2代目（ガル級）と同じHDW社によって同社製212A型潜水艦の発展型として開発された"ドルフィン2"級潜水艦の1番艦（ドルフィン級全体としては4番艦）として2014年に就役した。

## 画像

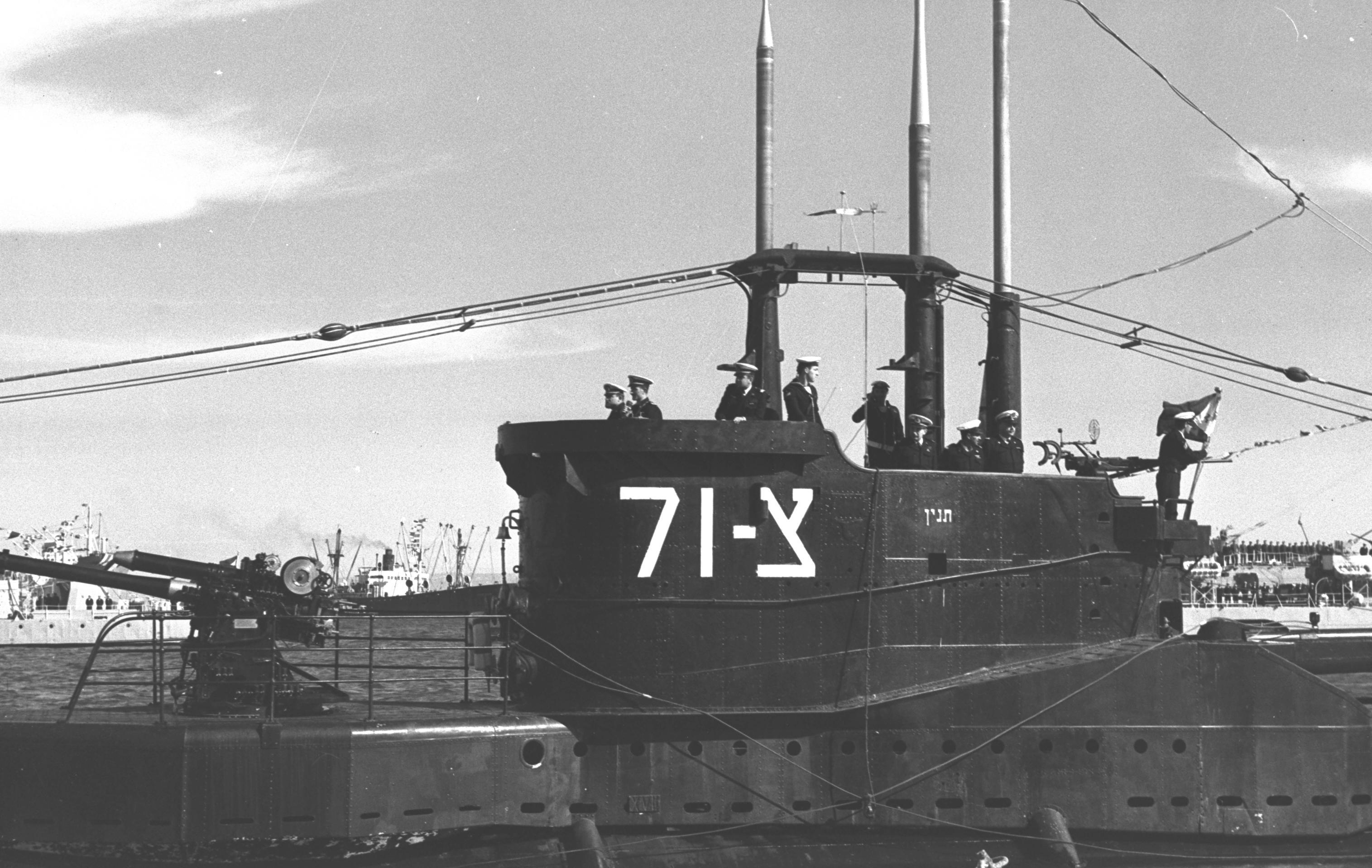
初代タニン"S-71"（S級潜水艦）。1959年。
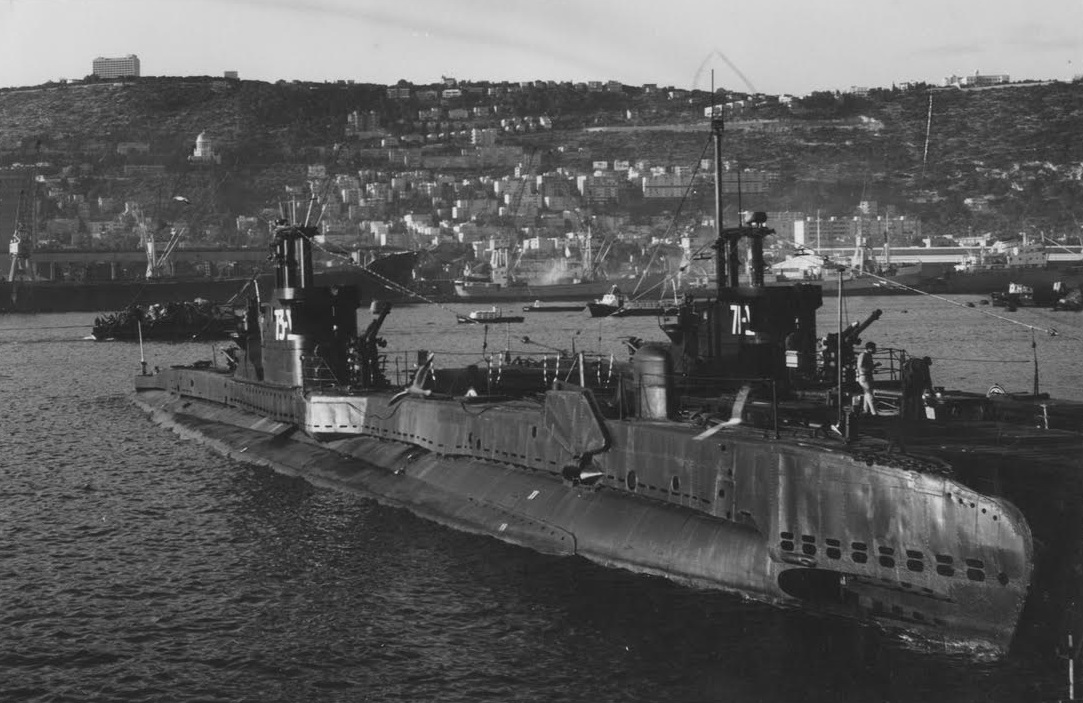
ハイファに停泊する初代タニンと初代ラハヴ。1960年。
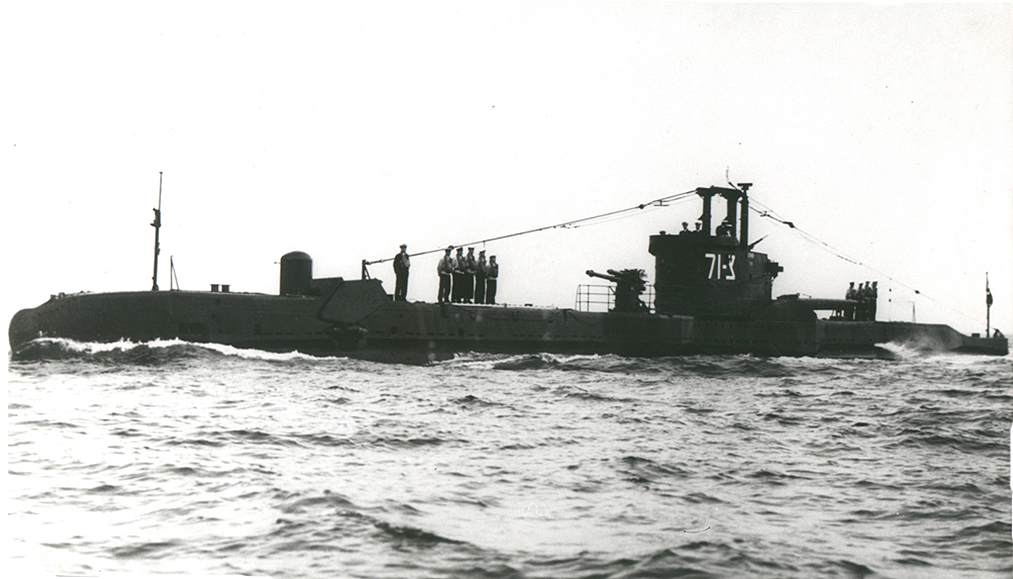
初代タニン（S級潜水艦）。1967年。
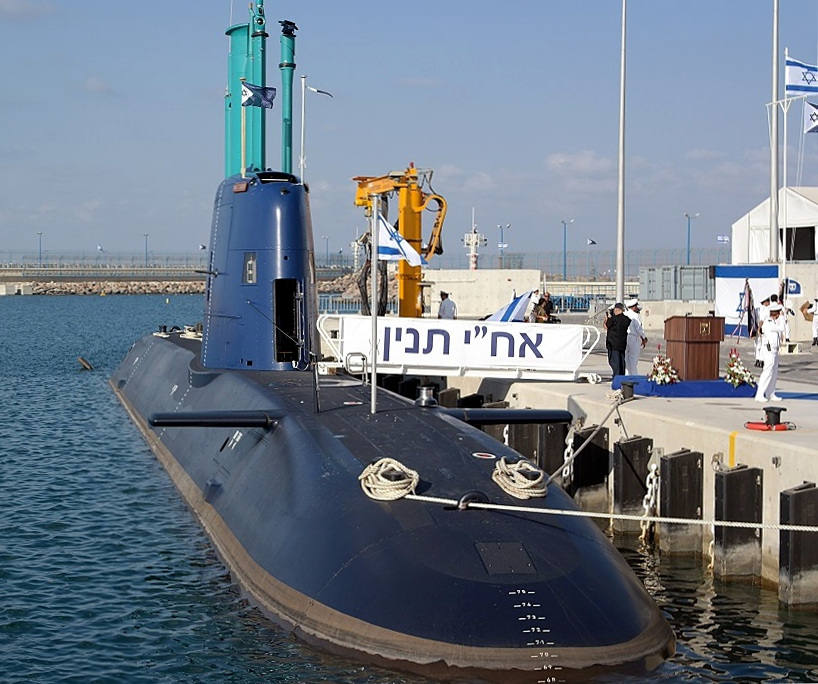
3代目タニン（ドルフィン級潜水艦）。2014年9月。
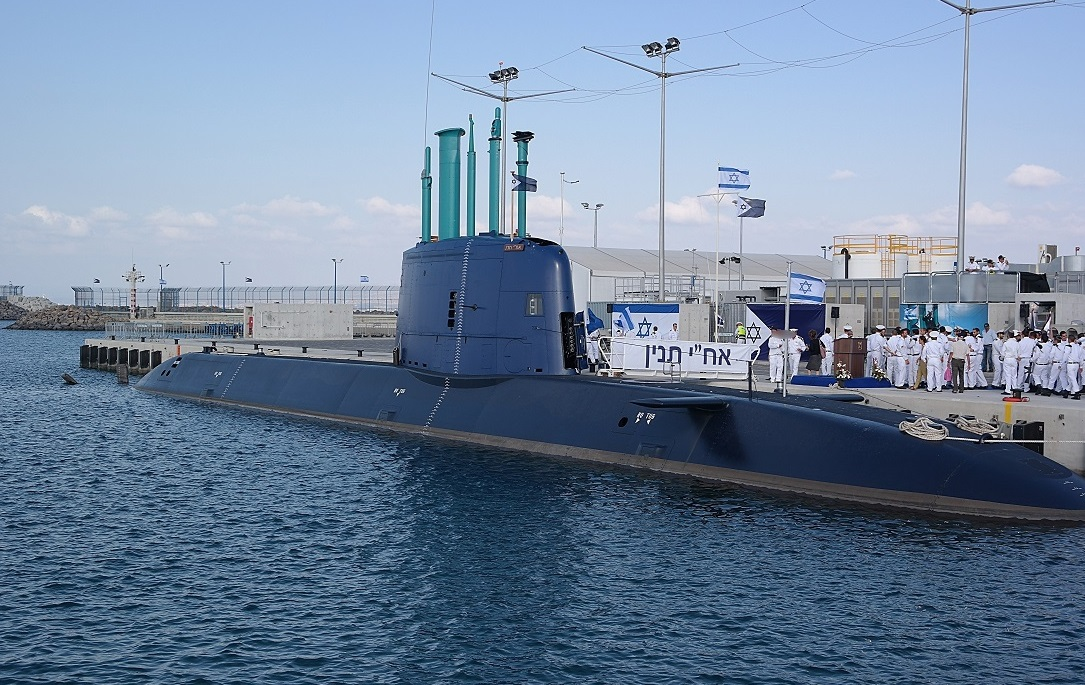
3代目タニン（ドルフィン級潜水艦）。2014年9月。